# Pericallia formosa
Pericallia formosa là một loài bướm đêm thuộc phân họ Arctiinae, họ Erebidae.